# Spilocuscus wilsoni
Spilocuscus wilsoni és una espècie de marsupial de la família dels falangèrids. És endèmic de les illes de Biak i Supiori (Indonèsia).